# 西拉斯·阿托帕尔
西拉斯·阿托帕尔爵士（Sir Silas Atopare，1951年—），生于东高地省。1977年至1982年任巴新工程供应部部长，1982年离开政界。1985年至1987年任巴新航空公司理事会的航空长官。曾任东高地省资金管理委员会主席、东高地省教育理事会副主席、戈罗卡医院董事会副主席。在被选为总督前，任巴新咖啡小种植主协会秘书长。他在1997年11月20日就任巴布亚新几内亚第七任总督，任期六年，于2003年11月19日任满去职，由议长比尔·斯卡特任代总督。
他有2夫人，7个子女。